# John Whipp
John Whipp – australijski judoka.
Uczestnik mistrzostw świata w 1965. Srebrny medalista mistrzostw Oceanii w 1966. Mistrz Australii w 1966 roku.